# Алфредо Фони
Алфредо Фони (20. јануар 1911 – 28. јануар 1985) био је италијански фудбалер 1930-их, а касније и тренер, који је играо на позицији одбрамбеног играча. Он је један од само четири играча који су освојили и олимпијску златну медаљу и Светско првенство у фудбалу са италијанском фудбалском репрезентацијом.

## Каријера
Фони је рођен у Удинама, а професионално је дебитовао у локалном клубу Удинезе са 16 година, 1927. године, у Прима дивизији (претходници италијанске Серије А ); касније се преселио у Лацио 1929. године. Касније се, након неколико сезона у Роми, накратко преселио у Падову .
Фони је касније прешао у Јувентус 1934. године, замењујући Вирџинија Розету. Заједно са саиграчем Пјетром Равом у торинском клубу, формирао је једно од најбољих одбрамбених линија у Италији, и на свету, освојивши Летње олимпијске игре 1936. и Светско првенство у фудбалу 1938. са Италијом, као и титулу шампиона 1935. са Јувентусом, као и два Купа Италије 1938. и 1942. године. Остао је у клубу до 1947. године, а између 1934. и 1947. године није пропустио ниједну утакмицу седам сезона заредом.
Укупно је одиграо 266 лигашких утакмица са Јувентусом и 370 утакмица у Серији А, након што је дебитовао у такмичењу 2. фебруара 1930. године са Лациом против Про Верчелија . Прешао је у Кјасо током сезоне 1948–49, забележивши само три наступа у лиги, пре него што се пензионисао.

## Репрезентација
Фони је дебитовао за репрезентацију Италије 3. августа 1936. године на Летњим олимпијским играма у Берлину, у победи од 1 : 0 над Сједињеним Државама, помажући Италији да освоји златну медаљу на такмичењу.
Постао је стални члан стартне поставе на Светском првенству у фудбалу 1938. године, заменивши бека Роме Ералда Монцеља, стартовао је поред свог саиграча из Јувентуса Раве и помогао Италији да одбрани титулу на Светском првенству. Завршио је своју репрезентативну каријеру 1942. године, са 23 наступа; заједно са Пјетром Равом, Серђом Бертонијем и Угом Локателијем, Фони је један од само четири италијанска играча који су икада освојили и олимпијски турнир и Светско првенство.

## Тренерска каријера
Након пензионисања, био је тренер у Италији и Швајцарској, иако Италија није успела да се квалификује за Светско првенство 1958. године. Освојио је два узастопна скудета са Интером 1953. и 1954. године, и Куп сајамских градова са Ромом 1961. године. Касније је био селектор Швајцарске на Светском првенству у фудбалу 1966. године.